# ایرانیان رومانی
ایرانیان رومانی شامل مهاجران ایران به رومانی و همچنین نوادگان آن‌ها می‌شوند.

## پیشینه
روابط ایرانی‌ها و رومانی به سده‌ها پیش، زمانی که سرزمین‌های فعلی رومانی بخشی از شاهنشاهی هخامنشی بود، برمی گردد. در دوران نوین، ایرانیان از زمان کمونیست‌ها، بیشتر به عنوان دانشجو، به رومانی مهاجرت کردند. پس از سقوط کمونیسم، بازرگانان ایرانی برای شروع کار به رومانی آمدند. با توجه به اینکه نیروی کار رومانی به دلیل مهاجرت کاهش یافته‌است، کارگران ماهر ایرانی نیز شروع به آمدن به رومانی می‌کنند. همچنین شمار پناهجویان ایرانی در رومانی بسیار کم اما در حال رشد است. از سال ۲۰۱۹ حداقل ۲۰۰۰ ایرانی‌الاصل در رومانی زندگی می‌کنند.